# Aconitum reclinatum
Aconitum reclinatum är en ranunkelväxtart som beskrevs av Asa Gray. Aconitum reclinatum ingår i släktet stormhattar, och familjen ranunkelväxter. Inga underarter finns listade i Catalogue of Life.